# Jean-Pierre Foucher
Pour les articles homonymes, voir Foucher.
Jean-Pierre Foucher est né  le 13 août 1943 à Clamart (Hauts-de-Seine) est un homme politique français, professeur honoraire de pharmacognosie à la faculté de pharmacie de l'Université Paris-Sud dont il est vice-président. Membre de l'Académie nationale de Pharmacie, il en est le président en 2014. Biographie

## Détail des fonctions et des mandats
Mandats parlementaires
- 23 juin 1988 - 1er avril 1993 : député de la 12e circonscription des Hauts-de-Seine
- 2 avril 1993 - 21 avril 1997 : député de la 12e circonscription des Hauts-de-Seine
- 1er juin 1997 - 18 juin 2002 : député de la 12e circonscription des Hauts-de-Seine

Mandat local
- 4 février 1987 - 1er février 2000 : maire de Clamart